# 架空の日付
架空の日付（かくうのひづけ）では、現実の暦には存在しない日付とその日に発生した出来事を記述する。ただし、単に未来の日付であるものは除く。

## グレゴリオ暦に存在しない日付

### 1月0日
- 天体暦などの元期は、1900年1月0日12:00UT。
  - 実質的に、1899年12月31日12:00UTCを指す。

### 2月30日
- 漫画『ゲゲゲの鬼太郎』の主人公である鬼太郎のアニメ第1作での誕生日（第24話「白山坊」より）。
- ゲーム『ToHeart2』の登場人物であるルーシー・マリア・ミソラの誕生日。

### 2月31日
- 歌人あまねそうの歌集『2月31日の空』。
- SNKの対戦型格闘ゲーム『餓狼伝説スペシャル』では、ゲームクリア時にプレーヤーが操作していたキャラクターが優勝者として表彰された日付が1993年2月31日とされている。

### 3月0日
- 天文学や表計算ソフトにおいて、2月末日を表すことがある。

### 3月32日
- 2ちゃんねるにおける2006年のエイプリルフールネタで、4月1日にされた書き込みの日付欄が3月32日と表示された。
- はてなブログにおける2013年のエイプリルフールネタで、4月1日にされた投稿の日付欄が3月32日と表示された。この表示は2013年4月1日の期間のみでその後は4月1日に戻された。

### 4月31日
- 植田まさしの漫画『キップくん』に、1月31日で有効期限のきれる定期乗車券の月である1月の「1」を「4」に書き換えて改札を通ろうとした人の話がある。キップ君本人に「もしもし、4月は30日までですよ」と呼び止められた。
- 太鼓の達人の「黄ダルマ2000」という楽曲の中のデスカントリーの発売日である。

### 5月0日
- 内閣法制局が2015年5月に審査した安全保障関連法案の扱いを記録した文書を個人の情報公開請求に対して公開した際、同法案審査後の決裁日が「5月0日」と記載されていた。正しくは閣議決定日と同じ日の5月14日であったという[1]。

### 5月35日
- 『五月三十五日』 - エーリッヒ・ケストナーの作品
- 六四天安門事件の日である1989年6月4日を表す隠語。中華人民共和国内の検索エンジンで「6月4日」を検索すると接続不可能になることから、時として「5月35日」を使うことがあったが、その後、この語も検索不能となった。
  - 香港の女性劇作家莊梅岩が2019年に発表した戯曲作品に、上記の事件の後日談を取り上げた『5月35日』がある。→ 莊梅岩#作品

### 6月31日
- 提案されているが未実施の暦法のひとつである世界暦で、閏年のときに付加される閏日の日付。
- 6月31日 (映画)（英語版）(31 июня) - 1978年に製作されたソ連のテレビ向け映画
- 寺村輝夫の児童小説『6月31日6時30分』の舞台となる日付。
- 真梨幸子のミステリー小説『6月31日の同窓会』の舞台となる日付。

### 8月32日
- Un 32 août sur terre（直訳：地球上の8月32日） - 1998年に製作されたカナダの映画
- アニメ『キテレツ大百科』の1990年9月2日放送（第103話）のサブタイトルは「宿題があぶない! 8月32日を作ろう!!」であった。
- あずまきよひこの漫画『あずまんが大王』のキャラクターを使用した2004年度の日めくりスクールカレンダー『ひめくりあずまんが』には、8月31日と二学期始業式の9月1日の間に、「閏年ね」という滝野智（同作のキャラクター）の台詞とともに8月32日と9月0日が挟まっている。これはこのカレンダーの2005年度以降版、およびその後継にあたる同作者の漫画作品『よつばと!』のカレンダー『よつばとひめくり』でも恒例になっている（ただし9月0日は省かれた）。
- コンピュータゲーム『ぼくのなつやすみ』では、バグにより8月32日以降の日付が出現する。ゲーム内の登場人物のグラフィックが乱れる、人が誰もいなくなり音楽も消えてしまう、などの不具合が多発する。
- あすか正太のライトノベル『総理大臣 のえる!』で、内閣総理大臣となった主人公・折原のえるが夏休みが終わるのが嫌で9月1日以後を廃止してしまったために出来た日付。以後、延々と8月が継続することになる。
- ロックバンドの神聖かまってちゃんのアルバムに『8月32日へ』がある。 2011年8月31日に発売された。
- 京都アニメーションから過去に発売されていたアニメ『けいおん!』のオリジナルデスクトップアクセサリ（Windows用あり）のカレンダーには9月1日の表示画面に「1に×」と「32」が入っていた。

### 8月70日
- アニメ『ちびまる子ちゃん』の「まるちゃんお誕生会を開く」の巻で、花輪くんによる「ハナワだから誕生日が8月7日なのさ」という台詞に対し、ナレーションのキートン山田が「ハナワなら8月70日になるのでは？」とツッコミを入れていた。

### 8月93日
- 漫画『ポチのへなちょこ大作戦』にて、この日を『やくざ（893）の日』と定める話がある。作中では各方面で祝福イベントが行われ、アイドルが「一日組長」を担う光景がメディアで報じられる。

### 9月0日
- さとうまきこの児童小説『9月0日大冒険』の舞台となる日付。

### 9月31日
- キガタガキタ! 〜「恐怖新聞」より〜の主人公、鬼形冥の誕生日。
- loundrawの自主制作アニメ「劇場版アニメ『夢が覚めるまで』予告編」（協力/ANIPLEX、アイムエンタープライズ、MusicRay'n、ストレートエッジ、THINKR）の公開日。

### 11月31日
- 1998年12月1日、当時大阪近鉄バファローズに所属していた前川克彦が契約更改を無断欠席し、「今日は11月31日だと思っていた」と釈明した。前川はペナルティーとして運転免許証を1年間球団預かりにされた[2]。
- 2010年11月、阪神タイガースの2011年版壁掛けカレンダーに11月31日が誤って記載されていることが発売開始後に判明した。購入者へは31日の上に貼るシールを配布したり、刷り直した商品を再送したりする対応をすることとなった[3]。

### 12月32日
- ヨハン・シュトラウス2世の喜歌劇『こうもり』に登場する日付。
- キミノマワリ。の作曲:miifuu 作詞:亀山晴也の楽曲。人類最後の記念日。

### 12月34日
- 小坂俊史の漫画『せんせいになれません』の登場人物、桃山の誕生日。

### 13月0日
- 漫画『ボボボーボ・ボーボボ』の登場人物、首領パッチの誕生日。

### 13月1日
- 友野詳のコメディ小説『ティルト・ワールド』では古代魔法帝国は1年が13か月ある暦を使っていたということになっており、第3巻第2章のタイトルが「十三月一日では遅すぎる」となっている。なおこのタイトルはフレッド・ホイルのSF小説『10月1日では遅すぎる』のパロディ。

### 13月13日
- アニメ『ぱにょぱにょデ・ジ・キャラット』の登場人物、デジデビルの誕生日。

### 14月14日
- 漫画『ボボボーボ・ボーボボ』の登場人物、パッチボボの誕生日。

### 14月25日
- かみなり歴53年、サンリオのキャラクター『ゴロ・ピカ・ドン』のゴロ、ピカ、ドンの誕生日。

### 15月36日
- 宇宙暦771年､『銀河英雄伝説』の登場人物、オリビエ・ポプランの自称する誕生日。

### 15月77日
- 2013年に放送されたフジテレビ系列のテレビドラマ『ハクション大魔王』において、魔界カレンダー（年数不明）でのアクビちゃんの誕生日。

### 16月48日
- 星暦66766年、『銀河鉄道999』の登場人物、ハンマー・レドリルの誕生日。

### 16月344日
- 漫画『魔人探偵脳噛ネウロ』の登場人物、脳噛ネウロの誕生日（ただしグレゴリオ暦に換算すると、桂木弥子と同じ3月10日になる）。

### 84月84日
- シミュレーションゲーム『高機動幻想ガンパレード・マーチ』の登場人物、岩田裕の誕生日。

### 88月88日
- 8888年､『仮面ライダー電王』第37話において、リュウタロスがカイから受け取った登場アイテム・ライダーチケットに書かれた日付。劇中ではこれを使用したデンライナーは暴走した[4]。

### 99月9日
- ゲーム『Pop'n music』シリーズの登場人物、OCTAVEの誕生日。

## 特定の年のみ存在しない日付

### 2月29日（平年）
- Microsoft Excelでは日付データを1900年1月1日から起算したシリアル値（連続値）で持っている。1900年はグレゴリオ暦では平年であるが、Excelは1900年2月29日を存在するものとして計算するため、1900年3月1日以前の日を計算に使うと問題が起こる場合がある。
- 2010年に、二進化十進表現にまつわるものと思われるバグで、存在しない2010年2月29日を存在するものとしたトラブルが数件発生した。二進化十進表現による2010年の表現（おそらく、内部的には0x10）を、2016年を表すものとして扱うバグがあったと推測されている。
- 古市庵の醤油の賞味期限で、印字ミスによって「2013年2月28日」となるべきところが「2013年2月29日」と表示されたことがあった[5]。

### 9月3日 - 13日（1752年）
イギリスおよび北米植民地では、ユリウス暦からグレゴリオ暦への改暦のため、1752年の9月3日から9月13日までは存在しない。つまり、1752年9月2日の翌日は9月14日である。UNIXのcalコマンド（のデフォルト（既定値））は、これに準じ3 - 13日がないように表示される。

### 10月5日 - 14日（1582年）
いくつかのカトリック諸国（スペイン、ポルトガル、ポーランド・リトアニア共和国、イタリア諸邦の多く）では、ユリウス暦からグレゴリオ暦への改暦により、ユリウス暦1582年10月4日の翌日がグレゴリオ暦の同年10月15日であるため、1582年は10月5日 - 14日が存在しない。Java言語のデフォルトなどがこれに準じている。

### 12月3日 - 30日（明治5年）
日本では、天保暦から太陽暦に基づく暦への改暦により、天保暦の明治5年12月2日（グレゴリオ暦1872年12月31日）の翌日が、明治6年（1873年）1月1日となった。天保暦では明治5年12月は大の月であるため30日まであるのが、改暦により3日以降の日付が存在しなくなった。なお、12月31日は元々天保暦には存在しない。